# Melifanita
La melifanita és un mineral de la classe dels silicats. És anomenada així pel seu color (Mel- = del terme grec per color mel) i la seva relació química amb la leucofanita.

## Característiques
La melifanita és un silicat de fórmula química (Ca,Na)₂(Be,Al)[Si₂O₆(OH,F)]. Cristal·litza en el sistema tetragonal. La seva duresa a l'escala de Mohs es troba entre 5 i 5,5.
Segons la classificació de Nickel-Strunz, la melifanita pertany a «09.DP - Estructures transicionals ino-filosilicats» juntament amb els següents minerals: leucosfenita, prehnita, amstal·lita, kvanefjeldita, lemoynita, natrolemoynita i altisita.

## Formació i jaciments
Va ser descrita a partir d'exemplars de dues localitats noruegues: Langesundsfjorden i Fredriksvärn, ambdues a Larvik (Vestfold). També ha estat descrita a altres indrets d'aquest mateix país, a Romania, a Rússia, als Estats Units i a Itàlia. Sol trobar-se associada a la natrolita, a la mica i a la fluorita.